# Groß Glienicke

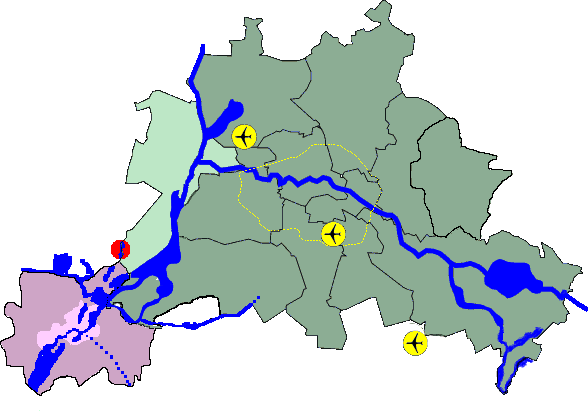
Lage von Groß Glienicke (roter Punkt) bei Berlin und Potsdam

Karte des geteilten Berlin – Gebietsaustausch am westlichen Stadtrand (gepunktete Linie) erkennbar

Groß Glienicke war ursprünglich ein eigenständiger Ort im Havelland, von dem der östliche Teil 1945 abgetrennt und als Ortslage mit der seither abweichenden Schreibweise „Groß-Glienicke“ (mit Bindestrich), dem Berliner Ortsteil Kladow zugeschlagen und damit zu einem Teil West-Berlins wurde. Der verbleibende westliche Teil verblieb damals als Gemeinde auf dem Gebiet der Sowjetischen Besatzungszone und wurde so später zu einem Bestandteil der DDR. 2003 wurde dieser dann seinerseits als Stadtteil nach Potsdam eingemeindet.

## Berliner Teil des Ortes
Seit Abspaltung des östlichen, etwas kleineren Teil des Ortes im Jahre 1945, ist dieser eine Ortslage mit Namen Groß-Glienicke (mit Bindestrich), die in den Berliner Ortsteil Kladow eingegliedert wurde.
Die Ortslage Groß-Glienicke hat gut 3000 Einwohner.

## Potsdamer Teil des Ortes

Rittergut Groß-Glienicke um 1873, Sammlung Alexander Duncker

Der westliche, 1945 als eigene Gemeinde verbliebene Teil Groß Glienickes, wurde 2003 als Stadtteil Groß Glienicke nach Potsdam eingemeindet.
Der Stadtteil Groß Glienicke hat auf einer Fläche von 10,25 km² rund 5000 Einwohner.

## Geografie
Groß Glienicke befindet sich im Norden Potsdams sowie im Südwesten Berlins. Es grenzt im Uhrzeigersinn an folgende Orte, bzw. Berliner Ortsteile: Dallgow-Döberitz, Berlin-Staaken, Berlin-Wilhelmstadt, Berlin-Gatow, Berlin-Kladow, Berlin-Wannsee, Potsdam und Wustermark. Genau wie der Ort selbst wird auch der darin liegende Groß Glienicker See mittig von der gemeinsamen Stadtgrenze Potsdams und Berlins der Länge nach durchlaufen.
Nordwestlich von Groß Glienicke liegt ein großes Waldgebiet, die Döberitzer Heide. Südlich Groß Glienickes liegt der Sacrower See, weitere Gewässer sind der Teufelsgraben, der Kleine See im Landschaftsschutzgebiet Kleiner See und der Fischpfuhl.

## Geschichte
Groß Glienicke im Havelland wurde 1267 erstmals urkundlich erwähnt. Der Ortsname wurde von dem slawischen Begriff für Lehm und Ton glina abgeleitet. Die Dorfkirche, ein verputzter Feldsteinbau, entstand im 13./14. Jahrhundert. Kanzel, Altaraufsatz, Patronatsgestühl und andere Ausstattungen der Kirche stammen aus der Zeit um 1680. In der Kirche befinden sich Epitaphien und Grabsteine der vormaligen Gutsherren aus der märkischen Adelsfamilie von Ribbeck, die von 1572 bis 1788 hier residierte. Im früheren Park des Rittergutes ließ die Berliner Industriellen-Familie Wollank Anfang des 20. Jahrhunderts historisierende Gebäude und ein Erbbegräbnis errichten. Gutsherr war dann 1913 nobilitierte Erbe Otto von Wollank. Das Rittergut hatte vor der großen Wirtschaftskrise 1929/30 einen Umfang von 971 ha, inkl. 375 ha Forsten. Zum Gut gehörte ein größerer Rindervieh-Betrieb, in den Ställen standen 42 Pferde. Verwalter war Karl Marzilger. Der Besitzer Otto von Wollank und seiner Ehefrau Dorothea von Wollank starben an den Folgen eines Autounfalls. Das Erbe am Rittergut ging an die jüngere Tochter, Ilse von Schultz, geb. von Wollank (1896–1967) vererbt. Sie hatte 1921 den Leutnant a. D. Robert von Schultz (1897–1941) geheiratet. Dieser besaß Gut Vaschvitz mit Dwarsdorf bei Trent. Bis 1937 betreute die Familie von Schultz Gut Groß Glienicke und wohnten auch im Herrenhaus. Um 1938 gab die Familie von Schultz wegen seiner Schuldenlast 1938 aufgegeben und wohnten dann auf Rügen. Das Herrenhaus Groß Glienicke brannte 1945 ab.
Im Ort gab es vor der Bodenreform 1945 noch zwei weitere größere landwirtschaftliche Betriebe der Familien Otto Barthel und Helmuth Günther, jeweils um die 90 ha.
Administrativ gehörte die Landgemeinde zunächst dem Havelländischen Kreis und ab 1817 dem Kreis bzw. späteren Landkreis Osthavelland innerhalb des Regierungsbezirks Potsdam in der Provinz Brandenburg an. 1910 lebten in der 6,7 km² großen Gemeinde 248 Einwohner. Als 1920 das benachbarte Kladow als Ortsteil des Bezirks Spandau in die Bildung von Groß-Berlin einbezogen wurde, wurde Groß Glienicke Nachbargemeinde der Hauptstadt; angesichts einer Entfernung von über 20 km bis zur Stadtmitte von Berlin dominieren aber bis heute die Bindungen mit Potsdam und Spandau. 1939 war die Einwohnerzahl dann auf 2271 angewachsen.

Ein Gebietsaustausch zwischen der Sowjetischen Besatzungszone und dem Britischen Sektor Berlins (im Zusammenhang mit der Nutzung des Flugplatzes Gatow durch die Briten, siehe auch Staaken, Geschichte) bewirkte, dass das östliche Gemeindegebiet ab der Mitte des Groß Glienicker Sees 1945 zum West-Berliner Bezirk Spandau kam und seitdem als Ortslage Groß-Glienicke zum Ortsteil Kladow gehört. Bürgermeister von Groß-Glienicke wurde 1945 der Dramaturg für Filme und später als Direktor beim SWF tätige Fritz Aeckerle. Der brandenburgische Teil bestand als selbstständige Gemeinde Groß Glienicke (Schreibung ohne Bindestrich) weiter und wurde bei der Gemeindereform am 26. Oktober 2003 nach Potsdam eingemeindet.
Durch den Verlauf der innerdeutschen Grenze wurden der Gutspark und seine Anlagen stark geschädigt. Die Berliner Mauer trennte die zum DDR-Bezirk Potsdam gehörige Gemeinde vom Groß Glienicker See ab. Der See war für West-Berliner ein beliebtes Freizeitziel, den Bürgern auf der anderen Seite der Mauer war selbst der Blick darauf unmöglich. Lediglich der Straßenname Seepromenade erinnerte sie daran, in der unmittelbaren Nähe eines großen Bade- und Freizeitgewässers zu leben. Die Grenze verlief in der Mitte des Sees, sodass es gelegentlich zu Grenzzwischenfällen kam.

## Verkehr
Durch Groß Glienicke verlaufen die Bundesstraße 2 sowie die Landesstraße 20 nach Seeburg-Dallgow-Döberitz-Falkensee.
Die nächste Autobahnanschlussstelle liegt an der Bundesstraße 273 (Potsdam-Nord) oder an der Bundesstraße 5 (Berlin-Spandau). Beide führen jeweils auf die Bundesautobahn 10.
Durch den Ort verlaufen mehrere Buslinien, darunter auch Nachtbuslinien. Die getrennten Ortsteile in Potsdam und Berlin werden durch die Linie 638 miteinander verbunden. Die Waldsiedlung im Norden des Ortes ist mit dem Bus 639 an den Ortskern angebunden.

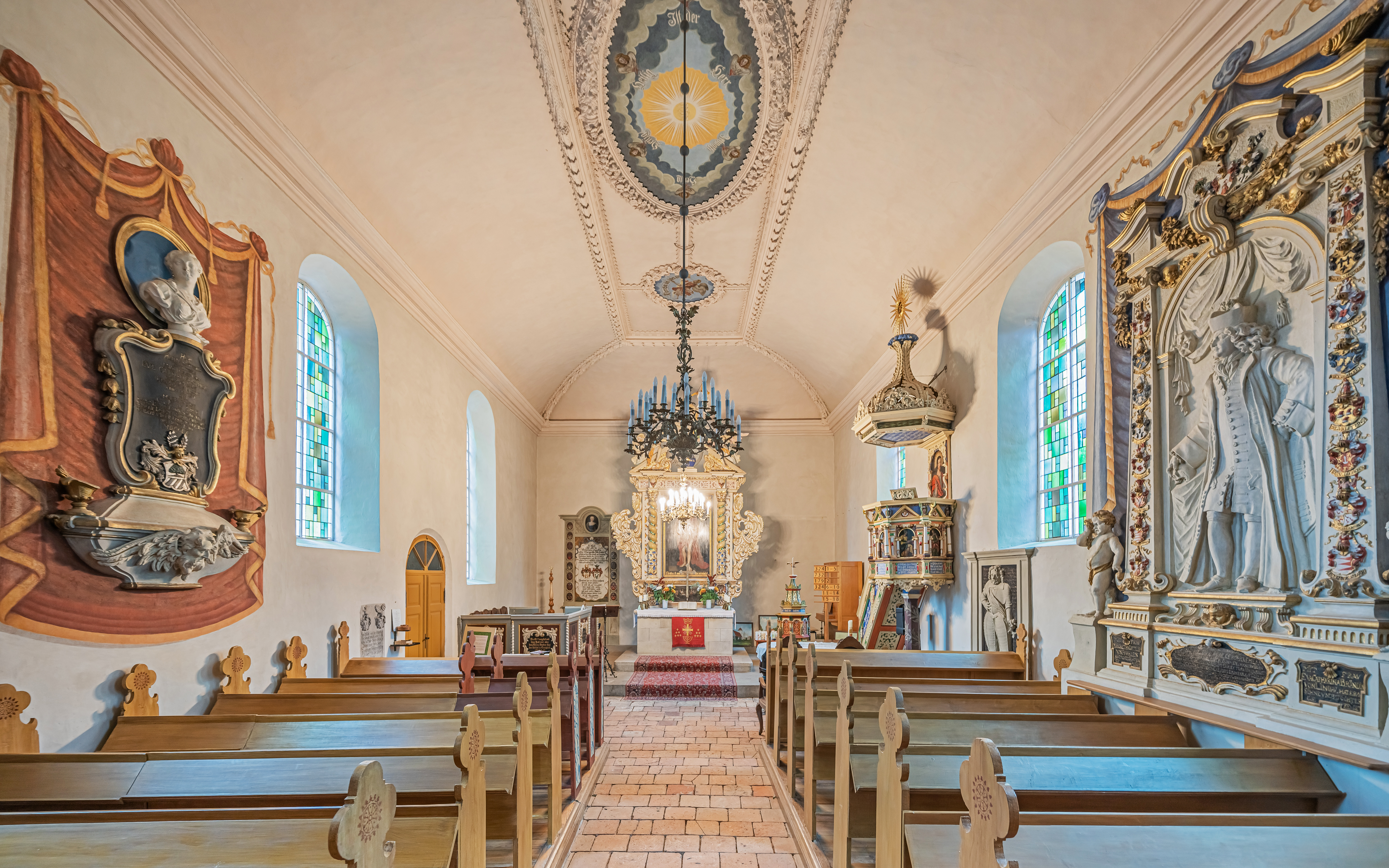
Innenansicht Dorfkirche

## Kultur und Sehenswürdigkeiten
- Die Dorfkirche Groß Glienicke ist im Kern eine Feldsteinkirche aus dem 13. Jahrhundert, die im 16. und 17. Jahrhundert um eine umfangreiche Kirchenausstattung erweitert wurde. So befinden sich beispielsweise vier Epitaphien in der Kirche, die an die Patronatsfamilie derer von Ribbeck erinnern.
- Gutspark[10]
- Gedenktafel Deutsche Teilung an der Grenze zu Berlin-Spandau
- Rest der Berliner Mauer im Gutspark

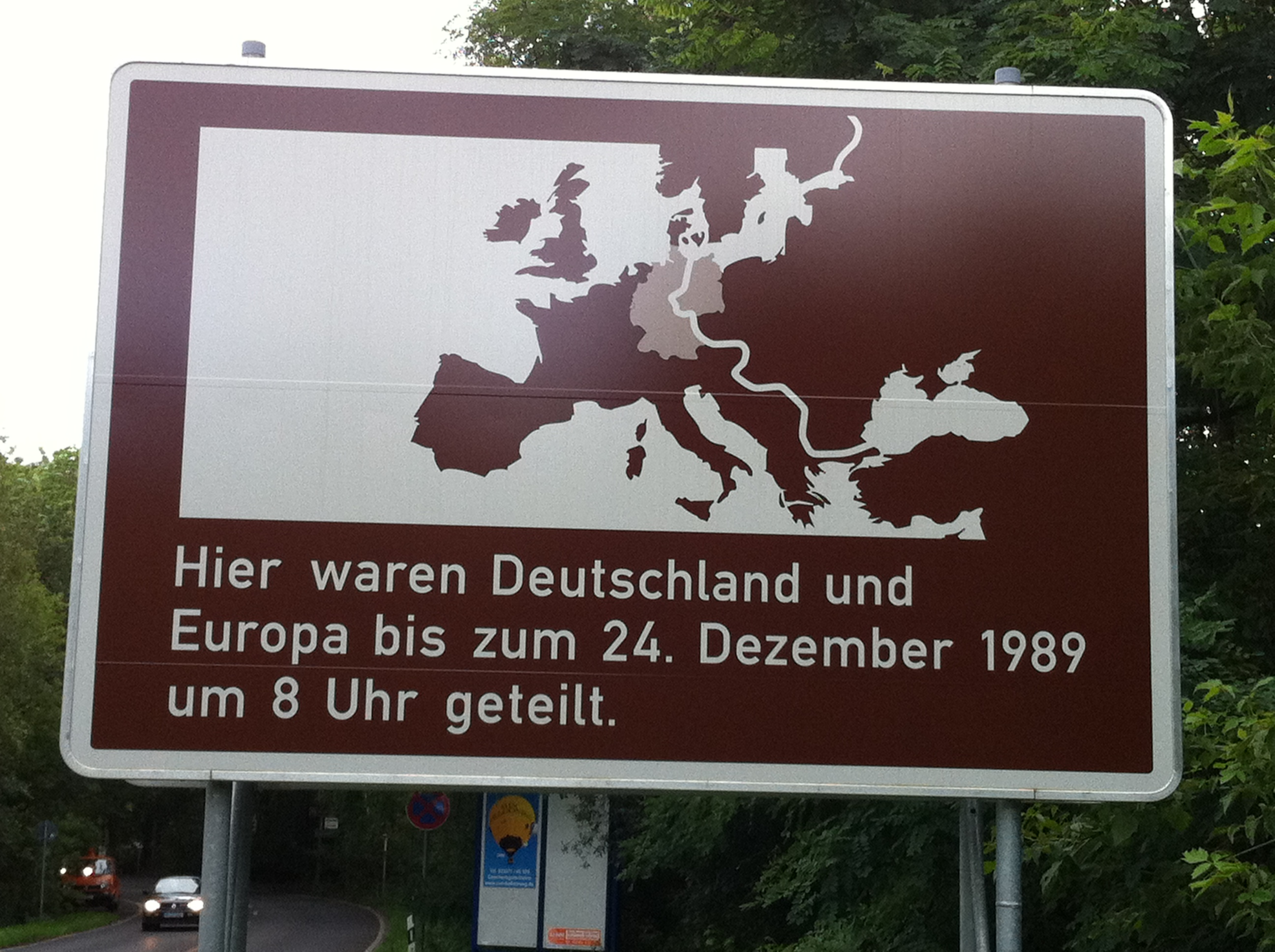
Gedenktafel Deutsche Teilung an der Grenze zu Berlin-Spandau

- das Alexander-Haus

## Kaserne / Waldsiedlung
1937 war in Groß Glienicke bei der Aufrüstung der Wehrmacht eine Panzerkaserne erbaut worden. Nach 1945 wurde sie kurzzeitig von den sowjetischen Besatzungstruppen, dann der KVP und DDR-Grenzpolizei belegt und war bis zur Wende als Rosa-Luxemburg-Kaserne ein wichtiger Standort der Grenztruppen der DDR.
Aus dem Areal entstand im Rahmen der Konversion der heutige Ortsteil Waldsiedlung.